# Административно деление на Шотландия

## Административни области в Шотландия
С решение на парламента на Великобритания от 1996 г. Шотландия е разделена на 32 области. Те са създадени със Закон за местното управление от 1 април 1996 г.
Преди административното деление от 1996 г. Шотландия е била разделена на райони и области (всеки район е бил съставен от няколко области) и единни островни области, тази схема е била създадена през 1975 г.
Преди това съществували графства, градове-графства, големи градове с общинско управление и малки градове с общинско управление, това деление е било въведено през 1889 г. Преди 1889 г. административното деление е било на градове с общинско управление и на енариален принцип.
Традиционно градовете с общинско управление са били основните единици на местното управление в Шотландия, тъй като са били автономни единици, с право на представителство в Парламента на Шотландия. Дори след Обединението на Шотландия и Англия, градовете с общинско управление продължават да са основна административна единица
|  | 1. Инвърклайд 2. Ренфрушър 3. Западен Дънбартъншър 4. Източен Дънбартъншър 5. Глазгоу 6. Източен Ренфрушър 7. Северен Ланаркшър 8. Фолкърк 9. Западен Лоудиън 10. Единбург 11. Мидлоудиън 12. Източен Лоудиън 13. Клакмананшър 14. Файф 15. Дънди Сити 16. Ангъс 17. Абърдийншър 18. Абърдийн 19. Мъри 20. Хайланд 21. Западни острови 22. Аргил анд Бют 23. Пърт анд Кинрос 24. Стърлинг 25. Северен Еършър 26. Източен Еършър 27. Южен Еършър 28. Дъмфрийс анд Голоуей 29. Южен Ланаркшър 30. Шотландски граници 31. Оркнейски острови (не е показано на картата) 32. Шетландски острови (не е показано на картата) |

## Исторически области в Шотландия
Под понятието „исторически области в Шотландия“ днес се разбира съвкупност от територии от които било образувано Шотландското кралство през Средновековието. Всяка една от тези територии имала своя история за възникване и развитие, която я отличавала от съседните области, повечето региони представлявали единна територия в географско отношение. Многобройните исторически области, разположени на относителни неголяма площ, се обяснява преди всичко с многообразния ландшафт на Шотландия и планинския характер на релефа. Освен това, сложността на процеса на формиране на шотландското кралство, в което били включени 5 народа (пикти, скоти, брити, англи и норвежци), живеещи на територията на Шотландия, изиграла своята роля в обособяването на различните региони в страната.
Със засилването на кралската власт и централизацията в Шотландия през XVI—XVII век, традиционните области постепенно били заменени с графства и кралски градове, управлявани от шерифи и кралски чиновници. Въпреки това, че като цяло графствата се основавали на установени по-рано територии, административната необходимост довела до обединяването на няколко региона в едно графство или, обратното, разделянето на големи исторически области на няколко графства. Няколко административно-териториални реформи през XIX—XX век. почти напълно изменили картата на страната. Съвременна Шотландия е разделена на 32 административни области.
Историческите области в Шотландия могат да се разделят на няколко групи:
- Древни пиктски графства: Ангъс, Атол, Бухан, Ленокс, Мар, Ментейт, Мъри, Ръс, Стратърн, Файф

- Области в кралство Северна Шотландия: Гариох, Гоури, Клакмананшър, Мърнс, Пъртшър, Стърлингшър, Стърмънт

- Галски региони в Шотландските възвишения: Аргайл, Арднамурхан, Баденох, Бредълбейн, Гармъран, Кинтайл, Кинтайр, Ковал, Лорн, Лохабър, Морвърн, Напдейл, Съзерланд

- Галски региони в Западните острови: Аран, Бют, Външни Хебриди, Вътрешни Хебриди, Скай

- Галско-бритски региони в Камбрия: Голоуей, Кайл, Кънингам, Кърик

- Норвежки области: Кейтнъс, Оркнейски острови, Шетландски острови

- Гранични региони: Анъндейл, Лидъсдейл, Лодърдейл, Мърч, Нитсдейл, Тъвиътдейл, Ъскдейл, Ътриксдейл

- Лоудиън

- Клайдсайд